# ブレイシング
ブレイシング（力木）とは、ギターやヴァイオリン、ウクレレなど木製弦楽器のボディ内部に取り付けられた、棒状の木材のこと。また、力木を配置することも指す。
通常の弦楽器においては左右非対称に配置される。このため左用の楽器を製造する場合は右用とは逆向きに配置されたものとなる。

## ブレイシングの目的
- トップ材・バック材の補強
- 音色のコントロール

## ブレイシングの種類
- エックス・ブレイシング
- ファン・ブレイシング
- パラレル・ブレイシング
- スキャロップト・ブレイシング
- ノンスキャロップト・ブレイシング